# إميليا ديميتروفا
إميليا ديميتروفا (بالبلغارية: Емилия Димитрова) هي لاعبة كرة الريشة بلغارية، ولدت في 27 ديسمبر 1970.

## وصلات خارجية
- إميليا ديميتروفا على موقع BWF.tournamentsoftware.com (الإنجليزية)
- إميليا ديميتروفا على موقع BWFbadminton.com (الإنجليزية)
- إميليا ديميتروفا على موقع اللجنة الأولمبية الدولية (الإنجليزية)
- إميليا ديميتروفا على موقع أوليمبيديا (الإنجليزية)